# Кондомат

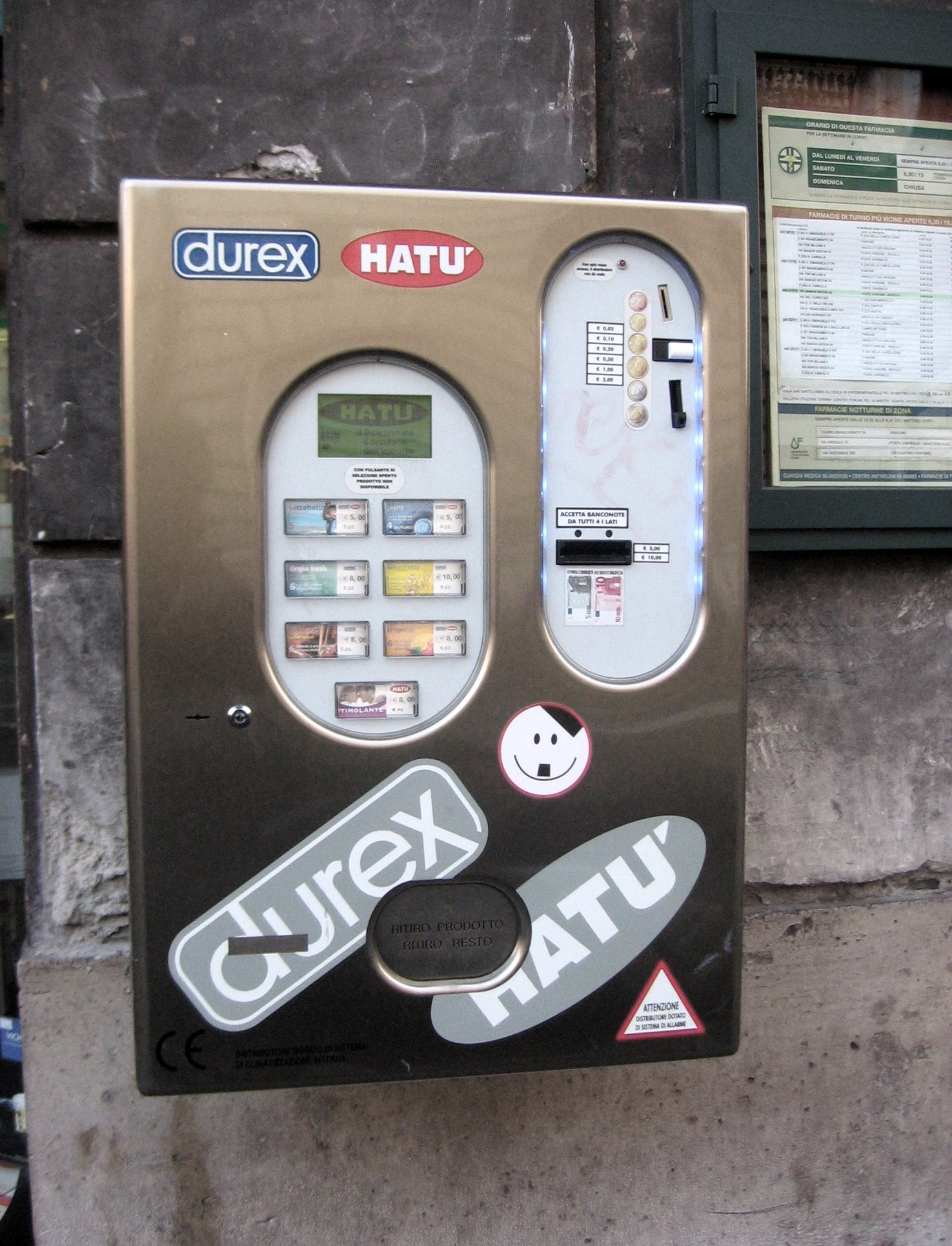
Внешний вид кондомата. Расположен в Италии

Кондомат (от нем. Kondomat) — торговый автомат, предлагающий к продаже презервативы, реже — средства гигиены для женщин. 
Традиционные места размещения — общественные туалеты, общежития, ночные клубы, секс-кинотеатры, аптеки, гостиницы, хостелы, курорты.
Кондоматы позволяют продавать несколько типов продукции. Монтируются в основном на стену, имеют вандалозащитный корпус. Оснащены экраном для отображения данных о балансе и индикатором наличия товара. Могут принимать купюры или монеты. Могут продавать любой товар, упакованный в прямоугольную упаковку.

## История
В Австрии первый кондомат был установлен только в 1956 году предпринимателем Ферри Эберта.